# Nekketsu

Nekketsu (熱血, littéralement « sang chaud ») désigne un canevas et un procédé narratif employé principalement dans les mangas shōnen et shōsetsu (romans). Osamu Tezuka est crédité pour avoir créé le genre, au travers de son manga La Nouvelle Île au trésor.
L'ancien rédacteur en chef du Weekly Shōnen Jump Hiroki Gotô décrit le nekketsu comme un défi à relever pour le mangaka. Celui-ci doit rendre intéressante la remise en question de son héros à travers la narration. Un mangaka maîtrisant le nekketsu doit être habile afin de narrer efficacement les moyens par lesquels les personnages vont apprendre de leurs défaites, identifier et dépasser leurs faiblesses.

## Caractéristiques
Certaines caractéristiques du nekketsu sont récurrentes :
- Le héros est un jeune garçon orphelin (ou vivant séparé de ses parents) ; la recherche du père est un thème récurrent ;
- Le héros a un objectif ou un rêve qu'il veut absolument réaliser et ce, quels que soient les obstacles ;
- Foncièrement honnête et innocent, il se révèle souvent naïf ;
- Il est doté de capacités ou pouvoirs hors normes, parfois magiques, dont l'étendue se révèle progressivement ;
- En compagnie d'amis rencontrés durant sa quête, il lutte contre le mal ;
- Ses premiers adversaires deviennent généralement ses plus fidèles compagnons ;
- Ils participent à un tournoi ou quelque chose de semblable ;
- Lorsqu'il est sur le point de perdre ou de mourir, le héros se relève plus fort que jamais, grâce notamment à sa volonté, son « envie brûlante de gagner » (nekketsu) ;
- Il y a généralement une ellipse à un certain point de l'aventure (le plus souvent entre un événement traumatique initial et le vrai début de l'histoire).

Honnêteté (justice), esprit de groupe (amitié) et dévouement à l'intérêt général (volonté de vaincre) sont les principales valeurs véhiculées par ces mangas.
On peut décrire le style comme le voyage initiatique qui révèle la transcendance du statut du personnage principal de « plutôt banal dans l'univers dans lequel il vit » vers l’« égal d'un dieu ». Cette trame progressive est particulièrement propice au jeu vidéo, et constitue donc la base d'un très grand nombre de scénarios de jeux vidéo japonais (notamment RPG), comme les Final Fantasy.
Son Gokū, le héros de Dragon Ball, est un exemple typique de personnage ayant ces caractéristiques.
On peut également citer :
- Luffy de One Piece : il connaît l'identité de son père mais n'y attache pas beaucoup d'importance car il n'est pas présent pendant son enfance. Son grand-père veut qu'il devienne soldat de la Marine mais Luffy veut être pirate pour être libre et part à l'aventure avec une équipe bien constituée et hétéroclite.
- Naruto Uzumaki de Naruto : orphelin rejeté par tous les habitants de son village et hôte du démon renard à 9 queues, il dédie sa vie à devenir Hokage malgré son manque de talent. Le manga possède beaucoup de caractéristiques du style Nekketsu.
- Natsu de Fairy Tail : il recherche son père de cœur, le dragon Ignir disparu le 7 juillet 777, et s'entoure d'une équipe fidèle pour surmonter les obstacles.
- Ichigo Kurosaki de Bleach : il se bat pour venger sa mère, morte en essayant de le protéger d'un Hollow (démon issu d'une personne décédée avec des regrets). Il se surpasse pour sauver ceux qu'il veut protéger. Contrairement aux autres personnages, Ichigo n'a pas de but, excepté sauver ses amis lorsqu'ils sont attaqués et reprend sa vie de lycéen une fois les ennuis terminés.
- Izuku Midoriya de My Hero Academia : il cherche à se faire un nom dans un monde trop grand, celui des super-héros, en prenant pour père spirituel le plus grand héros qui soit.
- Sakata Gintoki de Gintama : jeune orphelin devenu ultra-puissant à la bataille, appelé « Shiroyasha » (Démon blanc), cherchant son ancien maître, devenu homme a tout faire avec Kagura, une Alien surpuissante, et Shinpachi, un jeune homme lamentable.
- Gon Freecss de Hunter × Hunter : un garçon de 12 ans qui veut devenir Hunter (aventurier d'élite) et retrouver son père, qui est considéré comme l’un des Hunters les plus puissants, en compagnie des amis qu'il se fera sur la route.
- Asta de Black Clover : orphelin né sans magie et élevé dans un orphelinat religieux de la campagne pauvre, il veut obtenir le grade militaire le plus élevé : Empereur-Mage, malgré la toute-puissance des nobles qui méprisent les paysans sans magie comme lui.
- Shiki de Edens Zero : orphelin élevé par des robots, il est contraint de quitter sa planète lorsque ceux-ci deviennent obsolètes et part à l'aventure pour rencontrer une entité cosmique avec une jeune vidéaste et son chat bleu. Il se constituera une équipage soudé avec Wise, jeune voyou doué en mécanique, l'épéiste Homura et des androïdes qu'il considérera comme de véritables personnes.
- Tanjirō Kamado de Demon Slayer : lorsque sa famille se fait massacrer par un démon et que sa sœur est transformée en démon, il quitte sa demeure avec celle-ci et devient un pourfendeur de démons afin de trouver le moyen de la rendre humaine. Sur sa route il rencontrera Zenitsu et Inosuke, deux autres pourfendeurs, avec qui il se liera d'amitié et qui l'accompagneront dans son périple.
- Yuji Itadori de Jujutsu Kaisen : adolescent (dont on ne connait pas les parents, élevé par son grand-père) qui, par erreur, avale un doigt du plus grand fléau de tous les temps, il est obligé d'aller chercher les autres doigts afin de le neutraliser. Liés d'amitié avec Megumi et Nobara, élève à l'école d'exorcisme, ils vont ensemble chercher les doigts et neutraliser tous les fléaux qu'ils croiseront.

## Histoire
Le nekketsu inclut à la fois des mangas liés au sport (comme Captain Tsubasa) et des mangas fantastiques (comme Dragon Ball). En effet, ce sous-genre du shōnen manga se définit moins par un contexte que par une structure narrative, définie ci-dessus. Historiquement, les mangas nekketsu découlent des mangas éducatifs des années 1920 destinés à édifier les jeunes garçons par des exemples de courage et d'héroïsme, dans des histoires essentiellement guerrières et patriotiques. C'est après la Seconde Guerre Mondiale que ces histoires ont été rattachées à la notion d'effort sportif (le nationalisme étant disqualifié par l'occupant américain), donnant naissance au manga sportif ou supokon, puis à des histoires de samouraïs (jidaigeki) progressivement teintées de fantastique, ou encore de science-fiction. Cependant, les valeurs de l'effort, du dépassement de soi, de la camaraderie et du sacrifice demeurent identiquement présentes dans toutes les œuvres issues de ce mouvement, quoi qu'il en soit de leurs différences superficielles.